# トーロ (スペイン)
トーロ（スペイン語: Toro）は、スペイン・カスティーリャ・イ・レオン州サモーラ県のムニシピオ（基礎自治体）。

## 地理
イベリア半島北西部、ドゥエロ川岸の北部メセタに位置する。市街はドゥエロ川を見下ろす丘の上にある。

### 人口
| トーロの人口推移 1900－2010                             |
|                                                         |
| 出典:INE（スペイン国立統計局）1900年 - 1991年、1996年 - |

## 歴史
紀元前28年、カンタブリア人とアストゥリアス人への攻撃のため、ローマ人は都市に定住する以前に近くに野営をした。トーロはフェニキア人にはアルボセラ（Albocela）またはアルブカラ（Arbucala）の名で知られていた。
第二次カスティーリャ継承戦争中の1476年、トーロの町はフアナ王女を支持するポルトガル軍が占領していた。イサベル王女支持者たちは、占領者への反乱を企んだ。総督フアン・デ・ウジョーアは、フアナ王女派であり、容疑者全員を絞首台へ送った。しかしフアン・デ・モンロイの妻アントーナには、自宅の玄関前での鉄環絞首刑を命じた。女王となった後イサベル1世はトーロに入場し、茶色の扉に救済のレリーフを描かせた。
4世紀にわたりトーロはコルテスで投票する権利のある17の都市のひとつであった。

## 経済
トーロの経済は第一次産業が主体である。トーロで作られるワインは高品質で、原産地呼称制度が適用されたトーロ (DO)の名称で知られている。次いで食品製造、製糖、パン、菓子の製造が行われている。

## みどころ
- サンタ・マリーア・マヨール教会（英語版） - サモーラ大聖堂の参事会教会。ロマネスク様式とゴシック様式の混合。
- サン・サルバドール・デ・ロス・カバジェーロス教会 - ムデハル様式。
- サンタ・ソフィア修道院 - ゴシック様式。

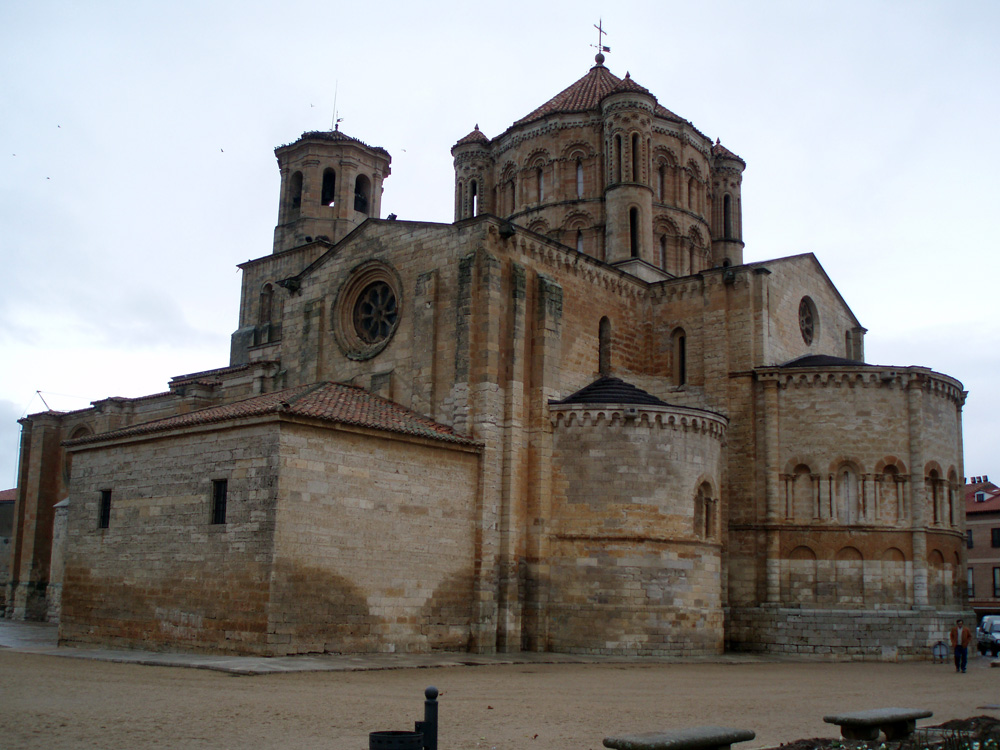
サンタ・マリア・マヨール教会
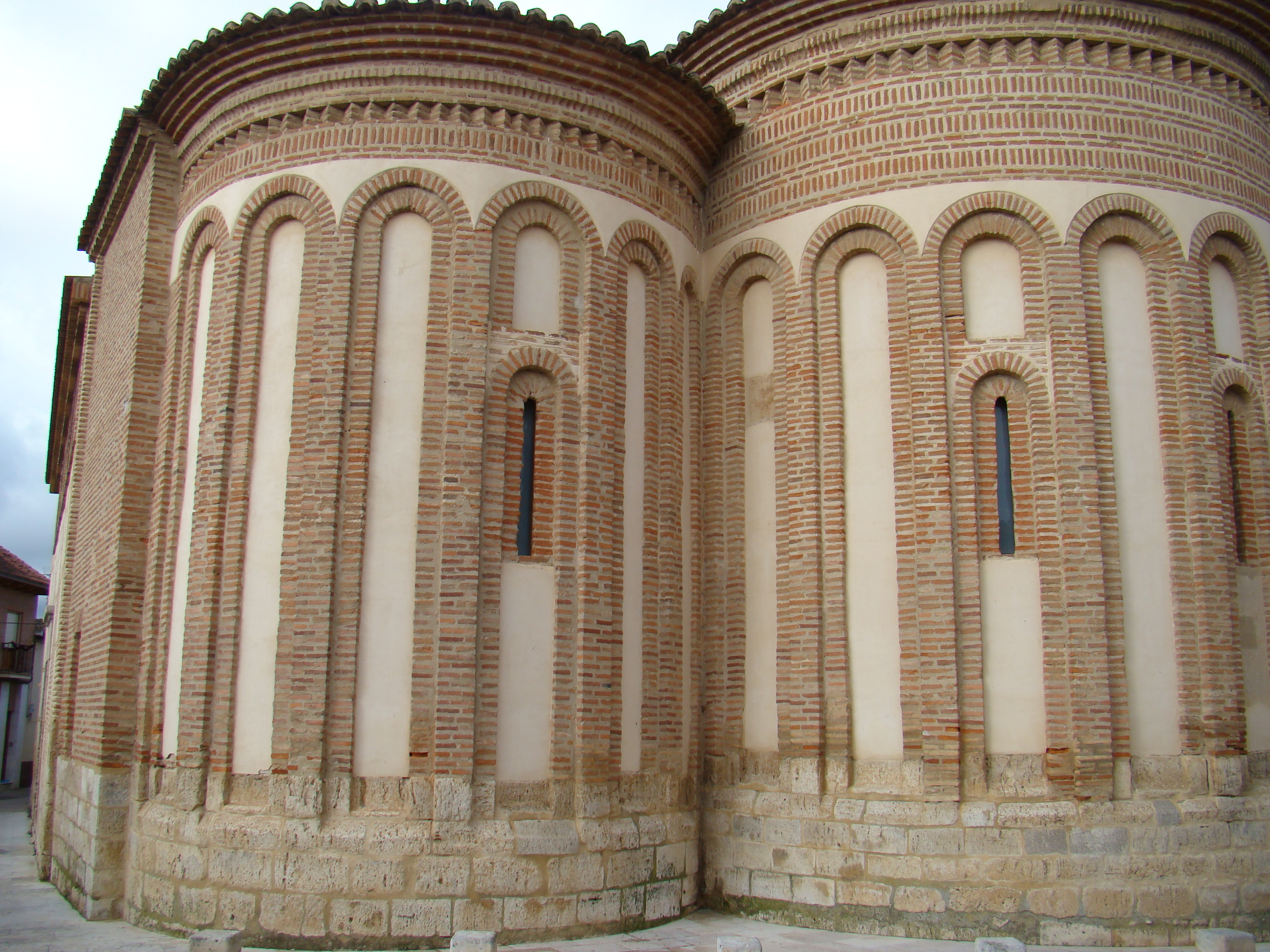
サン・サルバドール教会
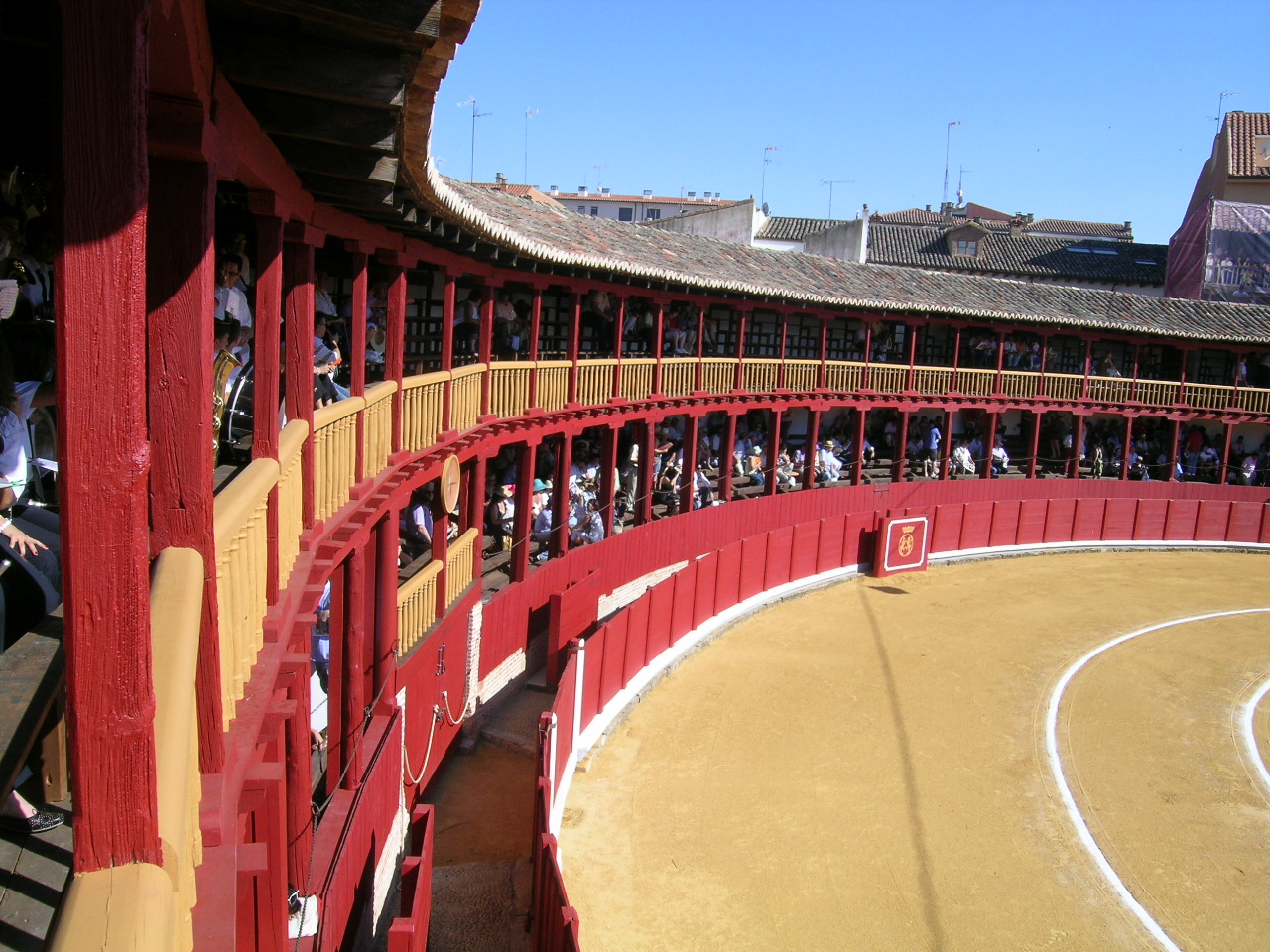
トーロの闘牛場

## 姉妹都市
- コンドン、フランス
- ドルマゲン、ドイツ

## 出身者
- ヘスス・ロペス＝コボス(1940-) : 指揮者。